# The Headhunters
Pour les articles homonymes, voir Headhunters.
The Headhunters est un groupe de jazz-funk très populaire dans les années 1970, fondé autour du pianiste Herbie Hancock. Leur premier album Head Hunters est l'une des meilleures ventes d'albums de l'histoire du jazz.

## Histoire

### Débuts
Herbie Hancock fonde le groupe en 1973 pour son album Head Hunters et ne garde que le saxophoniste Bennie Maupin de son précédent sextet afin de refléter sa nouvelle orientation musicale. Tout au long de l'activité du groupe, le bassiste Paul Jackson sera le seul membre présent continuellement. Sur le premier album, Head Hunters, les autres membres du groupe sont le batteur  Harvey Mason et le percussionniste Bill Summers. Un exemple frappant de la direction prise par Hancock dans ce disque, est la reprise de son standard du jazz créé en 1962 Watermelon Man, démarrant par un célèbre motif de flute reproduit en soufflant dans des bouteilles de bière, et se poursuivant dans un mode groove-funk.

### Succès et notoriété
Les Headhunters continuent à travailler avec Hancock pendant les années 1970 bien que la formation varie d'un album à l'autre. Sur leur album suivant, Thrust (1974), Mike Clark devient le batteur du groupe. Sur Man-Child (1975), plusieurs invités prestigieux tels que Stevie Wonder (harmonica) ou Wayne Shorter (saxophone soprano) font quelques apparitions (sur l'album sont crédités 18 musiciens). L'année 1975 voit aussi la naissance de leur premier album sans Hancock, Survival of the Fittest, et le hit God Make Me Funky. Ce morceau fut samplé par les Fugees sur Ready or Not et Jamiroquai l'utilisa sur un morceau live. 1975 est une année en or pour les Headhunters puisqu'ils sortent également Flood, un live au Japon, véritable voyage jazz-funk vers les étoiles, sur lequel la plupart des morceaux sont revisités.
L'album Secrets (1976) voit un changement du groupe au niveau de la batterie (James Levi), des percussions (Kenneth Nash), des guitares (Ray Parker et Melvin "Wah Wah Waston" Ragin), toujours en compagnie de Hancock, Maupin et Jackson. Un concert au Newport Jazz Festival le 29 juin 1976 de ce line-up sort en disque l'année suivante : V.S.O.P.(1977).

### Départ de Hancock
Sunlight (1978) inclut la participation du bassiste Jaco Pastorius de Weather Report et du batteur Tony Williams. Durant la même année, le groupe sort un deuxième album sans Hancock, Straight from the Gate. La fin des années 1970 marque la séparation « officielle » d'Hancock avec le groupe. Ils collaboreront presque 20 ans plus tard sur l'album Return of the Headhunters (1998).

### Actuellement
Clark, Jackson et Summers ont depuis continué à jouer et à enregistrer sous le nom des Headhunters. Basé à La Nouvelle-Orléans, le groupe a fait appel à Victor Atkins et Robert_Walter_(musician) (en) pour les parties de piano. Ils ont sorti deux albums : Evolution Revolution (2003) et Rebecca Barry and the Headhunters (2005). Un disque public enregistré en France est sorti sous le titre Headhunters on Top: Live in Europe (2008) avec la formation suivante  Mike Clark : batterie ; Mark Shim : saxophone ; T.M. Stevens : basse, chant ; Bill Summers : percussion ; Jerry Z : claviers ; Donald Harrison : saxophone.
Hancock fonde en parallèle un autre groupe appelé « Headhunters 2005 ». Le groupe inclut : John Mayer, Lionel Loueke, Marcus Miller, Terri Lyne Carrington, Roy Hargrove et Munyungo Jackson.

## Style et influences
La musique des Headhunters est un mélange complexe de plusieurs styles incluant le jazz, le funk, la musique africaine et afro-caribéenne. Les Headhunters sont aussi reconnus pour avoir « amené » les instruments et les effets électroniques comme le piano électrique (le Fender Rhodes d'Hancock), le vocoder ou le synthétiseur.
Comme dans le funk en général, la musique du groupe se construit autour d'une ligne de basse groove : dans beaucoup de morceaux, la ligne de Paul Jackson sert d'élément clef sur lequel le groupe vient se greffer pour arriver à un mélange de combinaisons funky très syncopé. À ce titre, les batteurs successifs du groupe ont pu ainsi construire des parties de batteries très avancées car la base rythmique reposait sur la basse et non sur la batterie.
Les premiers albums des Headhunters se distinguent par l'absence de guitariste, Hancock prenant en charge les parties de guitare au clavier. À partir de Man-Child, la guitare fait son apparition, souvent dans le style « wah wah » typiquement funky.
À leurs débuts, la musique des Headhunters était considérée par les puristes du jazz comme de la pop, mais elle est largement reconnue comme faisant partie de la famille du jazz : improvisation, progression harmonique et thème : les ingrédients « typiques » du courant jazz (amenés en grande partie par Hancock et Maupin, issus tous deux d'un milieu très jazz).

## Divers
- Herbie Hancock confirma un peu plus tard que le morceau Sly de l'album Head Hunters est un hommage à Sly Stone, fondateur du groupe Sly & the Family Stone.
- Sur Watermelon Man, la ligne syncopée du début du morceau est « jouée » avec une bouteille en verre vide : il s'agit en fait d'une technique de « hoquet » utilisée dans la musique pygmée dont s'est inspiré Bill Summers.
- Le titre Chameleon et sa célèbre ligne de basse est devenu un véritable standard de jazz-funk. En live, Herbie Hancock joue cette ligne au synthétiseur.
- De nouveaux groupes sont de toute évidence fortement influencés par cette vague novatrice, tel que Funky Skunk.
- Head hunters (les chasseurs de tête) a été inspiré a Herbie Hancock par une triste anecdote que lui avait raconté Miles Davis, lorsqu'il était son pianiste. En 1948, alors qu'il jouait au Three Deuces dans le groupe de Charlie Parker, Miles Davis avait entendu une réflexion du comique Milton Berle, attablé a les écouter. Quand quelqu'un lui a demandé ce qu'il pensait de la formation et de la musique, Berle avait répondu en riant, que c'était un groupe de « chasseurs de têtes », autrement dit de sauvages. Cette remarque avait particulièrement choqué Miles Davis, qui y répondit près de 25 ans plus tard, alors qu'il voyageait en première classe sur le même vol que Milton Berle. Davis se présenta à Berle, lui rappela les mots qu'il avait prononcés ce soir-là, et dit : « je n'aime pas le nom que vous nous avez donné ce soir-là, Milton. Et personne dans l'orchestre n'a aimé. » Puis, il répondit à Berle, qui lui assurait être vraiment désolé, « je le sais vous l'êtes à présent, maintenant que je vous l'ai dit. Vous ne l'étiez pas à l'époque », et tourna les talons pour rejoindre sa place.

## Albums

### Avec Herbie Hancock
- Head Hunters (1973) - Herbie Hancock, est présent sur tout l'album qui contient 4 morceaux.
- Thrust (1974) - Mike Clark remplace Harvey Mason comme batteur.
- Flood - Enregistré live au Japon en 1975.
- Man-Child (1975)
- Secrets (1976)
- Sunlight (1978)
- The Return of The Headhunters (1998) - Herbie Hancock joue sur 4 des 10 pièces et le reste est joué par Billy Childs.

### Sans Herbie Hancock
- Survival Of The Fittest (1975)
- Straight From The Gate 1978
- Return of The Headhunters! 1998
- Evolution Revolution 2003
- Rebecca Barry and the Headhunters 2005

## Composition
Les musiciens suivants se sont succédé au sein du groupe, selon les époques et la disponibilité de chacun :
- Herbie Hancock : claviers, piano électrique, clavinet Hohner D6, synthétiseur
- Bennie Maupin : saxophone ténor, clarinette basse
- Paul Jackson : basse
- Harvey Mason, Mike Clark, James Levi, James Gadson : batterie
- Bill Summers, Kenneth Nash: percussions
- Ray Parker, Melvin "Wah-Wah" Watson, Blackbyrd McKnight : guitare